# Guy Mergeai
Guy Mergeai (né à Kabinda le 15 octobre 1959 et mort à Fosses-la-Ville le 4 mai 2021) est un agronome belge, professeur d’agronomie tropicale à Gembloux Agro-Bio Tech Université de Liège, pionnier dans la recherche agronomique sur l’Artemisia.

## Biographie
Guy Mergeai est né à Kabinda, au Congo belge (actuellement République démocratique du Congo) le 15 octobre 1959. En 1982, il termine ses études d'ingénieur agronome aux Facultés agronomiques de Gembloux. Quatre ans plus tard, en 1986, il est nommé assistant en phytotechnie tropicale à Gembloux, puis obtient la charge de professeur de phytotechnie tropicale et d'horticulture.
S'intéressant particulièrement aux cultures vivrières et industrielles en régions chaudes et à l'agriculture familiale, il accomplit de nombreuses missions en Afrique et  en Amérique du Sud, pour étudier les cultures du coton, du riz, du café, du Jatropha et, en particulier, de l’Artemisia.
Il meurt le 4 mai 2021 à Fosses-la-Ville des suites d'un cancer.